# Aspalathus densifolia
Aspalathus densifolia är en ärtväxtart som beskrevs av George Bentham. Aspalathus densifolia ingår i släktet Aspalathus och familjen ärtväxter. Inga underarter finns listade i Catalogue of Life.